# STS-89
STS-89は、エンデバーを用いてミールを訪れたスペースシャトルのミッションである。1998年1月22日にフロリダ州のケネディ宇宙センターから打ち上げられた。

## 乗組員
- 船長 - テレンス・ウィルコット（英語版） (3)
- 操縦手 - ジョー・エドワーズ・ジュニア（英語版） (1)
- ミッションスペシャリスト1 - ジェームズ・レイリー2世（英語版） (1)
- ミッションスペシャリスト2 - マイケル・アンダーソン (1)
- ミッションスペシャリスト3 - ボニー・J・ダンバー (1)
- ミッションスペシャリスト4 - サリザン・シャリポフ ,RKA (1)
- ミッションスペシャリスト5（打上げ時） - アンディ・トーマス (2)
- ミッションスペシャリスト5（帰還時） - デヴィッド・ウルフ (2)

## ハイライト
STS-89は、ミールを訪れることが計画された9回のミッションのうち8回目であり、アメリカ人宇宙飛行士の交代は5回目となった。1997年9月からミールに滞在していたデヴィッド・ウルフは、アンディ・トーマスと交代した。トーマスは、5月末のSTS-91で地球に帰還するまで、約4ヵ月を軌道上のロシアの施設で過ごした。このミッションの間、3,175kg以上の実験機器や補給品が2つの宇宙船の間で移動された。

## 実験とペイロード
スペースハブのペイロードとしては、Advanced X-Ray Detector (ADV XDT)、Advanced Commercial Generic Bioprocessing Apparatus (ADV CGBA)、EORF、Mechanics of Granular Materials (MGM) Experiment、Intra-Vehicular Radiation Environment Measurements by the Real-Time Radiation Monitor (RME-1312)、Space Acceleration Measurement System (SAMS)、VOA、そしてISS内の水回収システムのためのVolatile Removal Assembly prototypeがあった。
キャビンのペイロードとしては、Microgravity Plant Nutrient Experiment (MPNE)、Shuttle Ionospheric Modification with Pulsed Local Exhaust (SIMPLEX)、Closed Equilibrated Biological Aquatic System (CEBAS)、TeleMedicine Instrumentation Pack (TMIP)、Global Positioning System Development Test Objective (GPS DTO)、Human Performance (HP) Experiment、MSD、EarthKAM、Orbiter Space Vision System (OSVS) Shuttle Condensate Collection (RME-1331)、Thermo-Electric Holding Module (TEHM)、Space Linear Acceleration Mass Measurement Device (DSO 914)、Co-Culture Experiments (CoCult)、Biochemistry of 3-D Tissue Engineering (BIO3D)があった。
ゲッタウェイスペシャルの実験には、ミシガン大学のG-093 - Vortex Ring Transit Experiment (VORTEX)、ドイツ航空宇宙センターとユストゥス・リービッヒ大学ギーセンのG-141 - Structure of Marangoni Convection in Floating Zones Payload、ドイツ航空宇宙センターとクラウスタール工科大学のG-145 Glass Fining Experiment、中国科学院のG-432 canisterによる5つの結晶成長と材料実験があった。

## ミッションの徽章
徽章には、地球の上でミールとドッキングするエンデバーが描かれている。数字の「8」の形の白い線と9つの星は、このミッションがSTS-89であることを象徴している。背景には、国際宇宙ステーションが描かれている。